# Amphia (ziekenhuis)

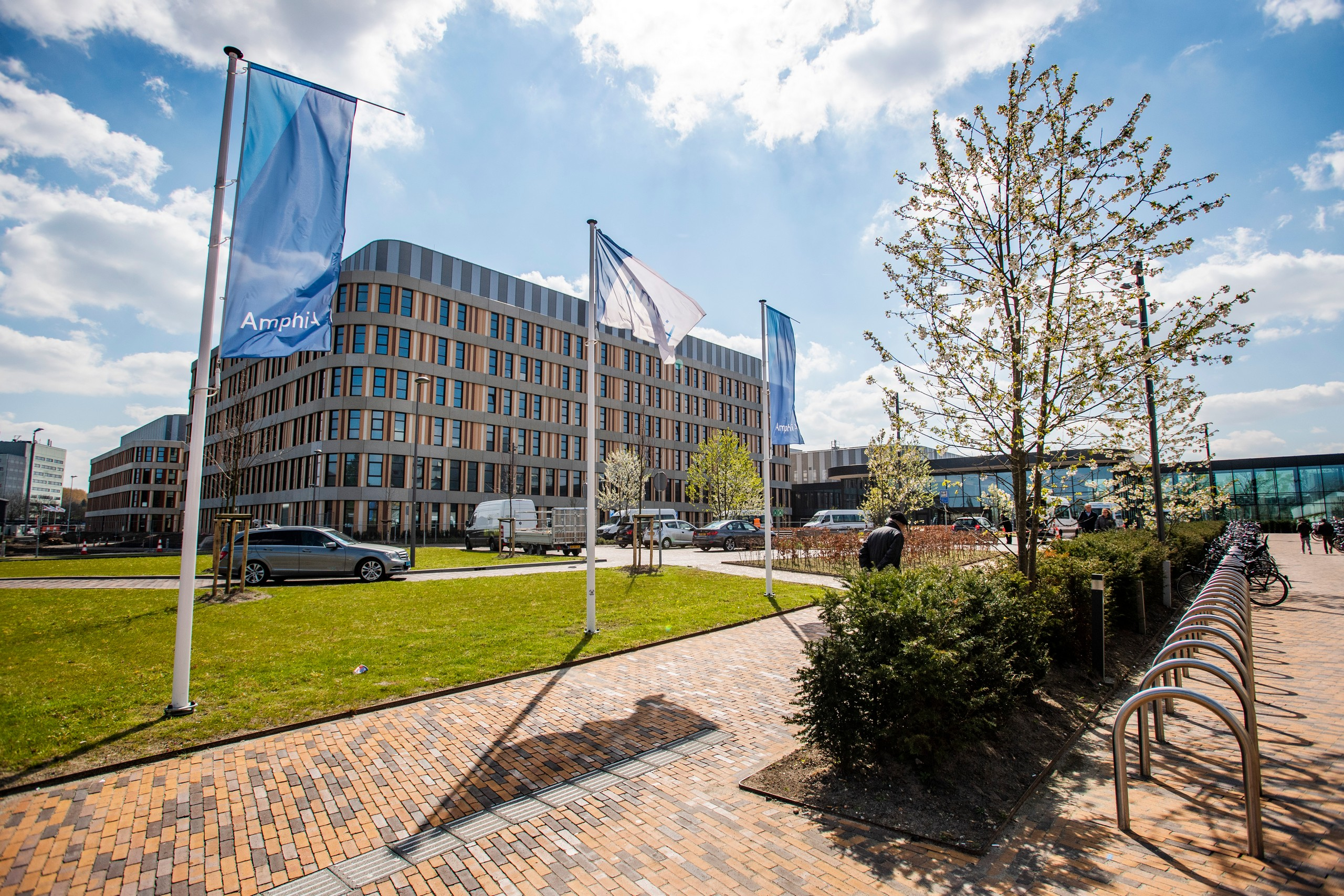
In 2019 nam Amphia de nieuwbouw op locatie Molengracht in gebruik.

Amphia is een Nederlands ziekenhuis met vestigingen in Breda, Oosterhout en Etten-Leur. Op de hoofdlocatie Molengracht (Breda) werd in 2019 een nieuw gebouw in gebruik genomen, als uitbreiding op het reeds bestaande ziekenhuis. Op 11 juni 2021 verhuisde de laatste polikliniek Oogheelkunde van locatie Langendijk (Breda) naar locatie Molengracht (Breda). Hiermee kwam een einde aan het tijdperk van de vestiging Langendijk. Alle zorg was vanaf dat moment geconcentreerd op één locatie in Breda en één locatie in Oosterhout. De locatie in Etten-Leur is een kleine locatie waar spreekuren van enkele specialismen plaatsvinden.

## Gegevens
Amphia is een van de grootste algemene ziekenhuizen van Nederland en heeft een verzorgingsgebied van circa 400.000 mensen. In 2022 had het ziekenhuis 300 specialisten, 4000 medewerkers en ruim 200 vrijwilligers in dienst, werden er bijna 27.000 operaties uitgevoerd, vonden er meer dan 32.000 opnames plaats en werden de poliklinieken ruim 490.000 keer bezocht.

## Nieuw ziekenhuis
Het nieuwe gebouw heeft vier torens waar de zorg is gebundeld rond: hart en vaten, interventie, oncologie en vrouw, moeder en kind. Het gebouw dat er al stond is deels vernieuwd. Hier zijn poliklinieken en een behandelcentrum met operatiekamers te vinden. Twee etages van dit gebouw zijn verbouwd voor de verhuur aan De MARQ en Thebe. Hier zijn na de verbouwing 108 plaatsen voor ouderen die revalideren of herstellen na een ingreep of na ziekte.
Amphia heeft in totaal 572 eenpersoonskamers met eigen douche en toilet voor mensen die meerdere dagen opgenomen worden. Ook zijn er gezinssuites, waar ouders met hun kind kunnen verblijven als dat direct na de geboorte zorg nodig heeft.
Er zijn 20 hybride operatiekamers. Op het gebied van robotchirurgie loopt Amphia voorop.

## Geschiedenis

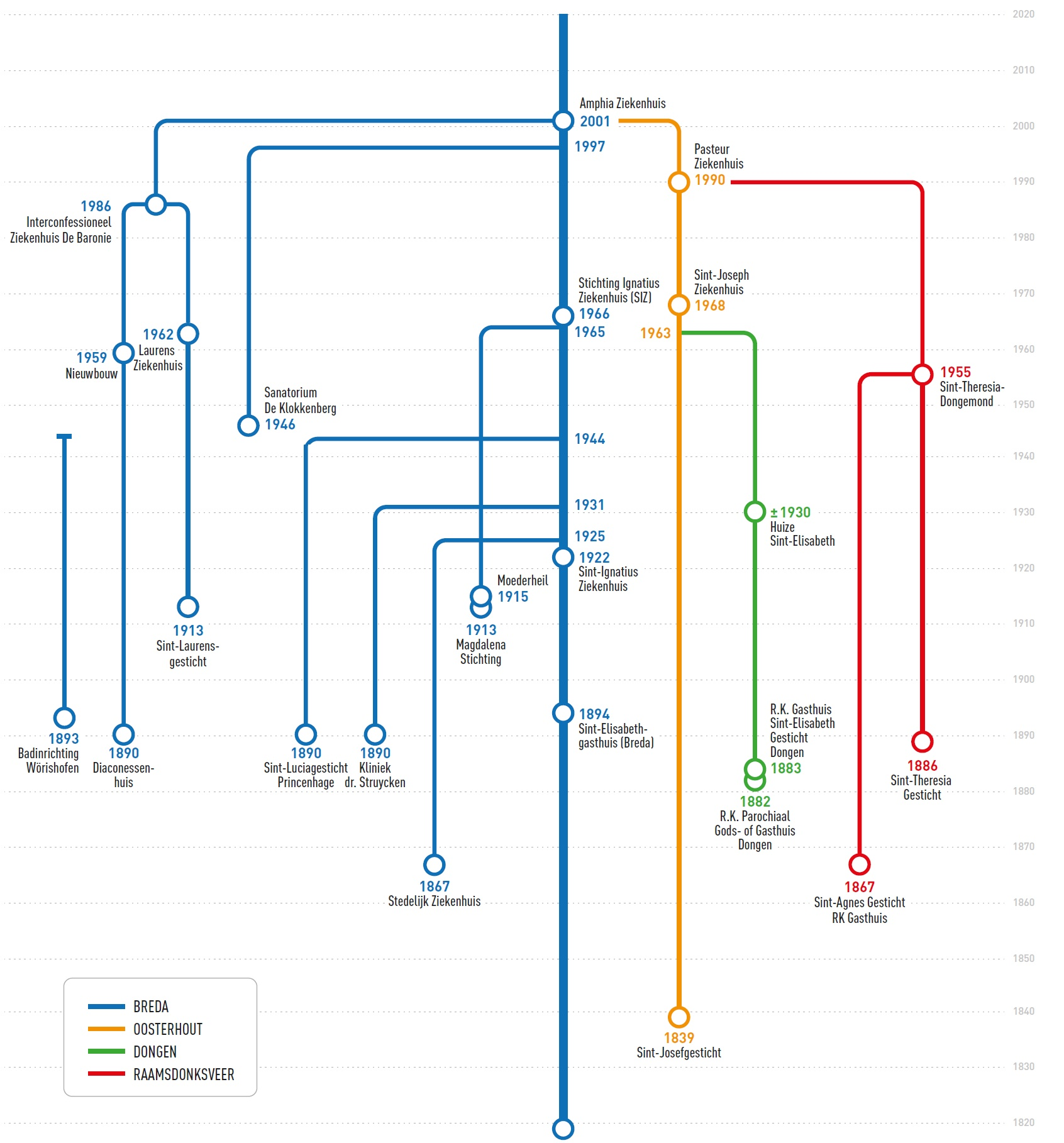
Een overzicht van 200 jaar zorg in de regio: de historische tijdlijn van Amphia.

Amphia heeft een lange geschiedenis. Het is ontstaan uit elf gasthuizen, gestichten en klinieken in verschillende plaatsen: Breda, Oosterhout, Geertruidenberg, Raamsdonksveer, Etten-Leur en Dongen.
Het huidige Amphia is in 2001 ontstaan uit een fusie tussen het Bredase Sint Ignatiusziekenhuis, het Interconfessioneel Ziekenhuis De Baronie en het Oosterhoutse Pasteurziekenhuis. Het heette toen nog Amphia Ziekenhuis, dat is later veranderd naar Stichting Amphia.
Het Interconfessioneel Ziekenhuis De Baronie was op zijn beurt een fusie van het Diaconessenhuis en het Laurensziekenhuis in 1986.
Het Sint-Ignatius Ziekenhuis (1922) kwam voort uit het RK Burger Gasthuis (1819, het eerste ziekenhuis van Breda). Dit fuseerde later nog met Moederheil (Ginneken), Stedelijk Ziekenhuis (Breda), Kliniek dr. Struycken (1890) en Sint-Luciagesticht (Princenhage) tot Stichting Ignatius Ziekenhuis. In 1997 ging dat samen met De Klokkenberg.
Het Pasteurziekenhuis werd begin jaren 90 geopend na een fusie van twee ziekenhuizen. Het pand van het voormalige Oosterhoutse St. Joseph Ziekenhuis werd toen uitgebreid met een nieuwe vleugel. Daarmee was er plek gemaakt om de zorg van het Dongemond St. Theresia Ziekenhuis uit Raamsdonksveer over te nemen.